# 希爾德雷思 (佛羅里達州)
希爾德雷思（英語：Hildreth）是位於美國佛羅里達州薩旺尼縣的一個非建制地區。該地的面積和人口皆未知。

## 地理
希爾德雷思的座標為30°57′18″N 82°48′19″W / 30.95500°N 82.80528°W，而該地的平均海拔高度為15米（即49英尺）。